# Vladimiro (metropolita di Mosca)
Vladimiro, al secolo Vasily Nikiforovich Bogoyavlensky (in russo Василий Никифорович Богоявленский?) (Tambov, 1º gennaio 1848 – Kiev, 7 febbraio 1918), fu, dal 21 febbraio 1898 al 23 novembre 1912, giorno in cui rinunciò alla carica, metropolita di Mosca. È venerato come santo martire dalla Chiesa ortodossa russa.

## Biografia

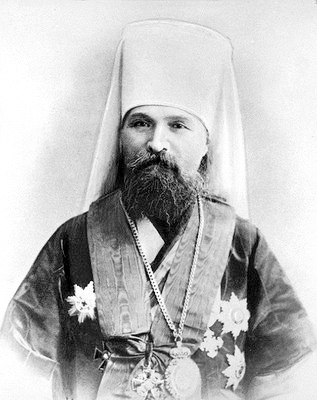
Vladimiro da vescovo metropolita di Mosca

Nato a Tambov da una famiglia di religiosi, entrò subito nel seminario di Kiev. Nel 1886, dopo la morte della moglie e del figlio, fu ordinato monaco, e nel 1888 vescovo di Samara. Si occupò soprattutto di aiutare la popolazione durante le gravi epidemie di colera che si diffusero sotto il suo episcopato.

## Vescovo metropolita di Mosca
Il 21 febbraio 1898 fu eletto dal Santo Sinodo russo Vescovo metropolita di Mosca. Durante la rivoluzione russa del 1905 scrisse una lettera intitolata "Cosa dovremmo fare in questi giorni agitati? (in russo Что нам делать в эти тревожные наши дни??) e ordinò di leggerla in tutta Mosca e anche fuori. In essa Vladimiro condannava tutti i firmatari dei Protocolli dei Savi di Sion, definendoli "criminali" e "contro la Cristianità". Addirittura lesse egli stesso la sua lettera nella Cattedrale della Dormizione del Cremlino di Mosca.
Il 23 novembre 1912 rinunciò alla carica e divenne vescovo di San Pietroburgo.

## Ultimi anni e omicidio
Nel 1915 dopo una serie di critiche a Grigorij Rasputin, fu mandato a Kiev, dove rimase fino alla morte.
Il 7 febbraio 1918, pochi mesi dopo la Rivoluzione di ottobre, nel suo stesso monastero, fu arrestato da cinque soldati dell'Armata Rossa per la sua nota ostilità al comunismo. Dopo poche ore, fu fucilato e il suo corpo fu mutilato.
Il 4 ottobre 1998 fu santificato da Alessio II.